# Saint-Germain-et-Mons
Pour les articles homonymes, voir Saint-Germain et Mons (homonymie).
Saint-Germain-et-Mons [sɛ̃ ʒɛʁmɛ̃ e mɔ̃s] est une commune française située dans le département de la Dordogne, en région Nouvelle-Aquitaine.

## Géographie

### Généralités
Au sud du département de la Dordogne, en Bergeracois, dans l'unité urbaine de Bergerac et dans son aire d'attraction, la commune de Saint-Germain-et-Mons est bordée au nord par la Dordogne qui la sépare de Creysse et Mouleydier, elle est arrosée par un de ses affluents, le Couillou, et dans une moindre mesure au sud-ouest, par le Gouzou, principal affluent de la Conne.
Au croisement des routes départementales (RD) 21 et 37, le bourg se situe, en distances orthodromiques, neuf kilomètres à l'est de Bergerac et douze kilomètres à l'ouest de Lalinde.
Le sud de la commune est également desservi par la RD 21E3.

### Communes limitrophes
Saint-Germain-et-Mons est limitrophe de sept autres communes dont Verdon à l'est sur 650 mètres. Au nord, son territoire est distant d'environ 230 mètres de celui de Saint-Sauveur.
| Creysse       | Mouleydier            | Saint-Agne              |
| Cours-de-Pile | Saint-Germain-et-Mons | Verdon                  |
| Saint-Nexans  |                       | Saint-Aubin-de-Lanquais |

### Géologie et relief

#### Géologie
Situé sur la plaque nord du Bassin aquitain et bordé à son extrémité nord-est par une frange du Massif central, le département de la Dordogne présente une grande diversité géologique. Les terrains sont disposés en profondeur en strates régulières, témoins d'une sédimentation sur cette ancienne plate-forme marine. Le département peut ainsi être découpé sur le plan géologique en quatre gradins différenciés selon leur âge géologique. Saint-Germain-et-Mons est située dans le quatrième gradin à partir du nord-est, un plateau formé de dépôts siliceux-gréseux et de calcaires lacustres de l'ère tertiaire.
Les couches affleurantes sur le territoire communal sont constituées de formations superficielles du Quaternaire et de roches sédimentaires datant pour certaines du Cénozoïque, et pour d'autres du Mésozoïque. La formation la plus ancienne, notée c5e, date du Campanien 5, des calcaires bioclastiques jaunâtres à rudistes, orbitoides media, Larrazetia, calcaires gréseux jaunes à grands silex versicolores, lumachelles à huîtres. La formation la plus récente, notée CF, fait partie des formations superficielles de type colluvions indifférenciées sablo-argileuses et argilo-sableuses. Le descriptif de ces couches est détaillé dans  les feuilles « no 806 - Bergerac » et « no 830 - Eymet » de la carte géologique au 1/50 000 de la France métropolitaine, et leurs notices associées,.

Carte géologique de Saint-Germain-et-Mons.

#### Relief et paysages

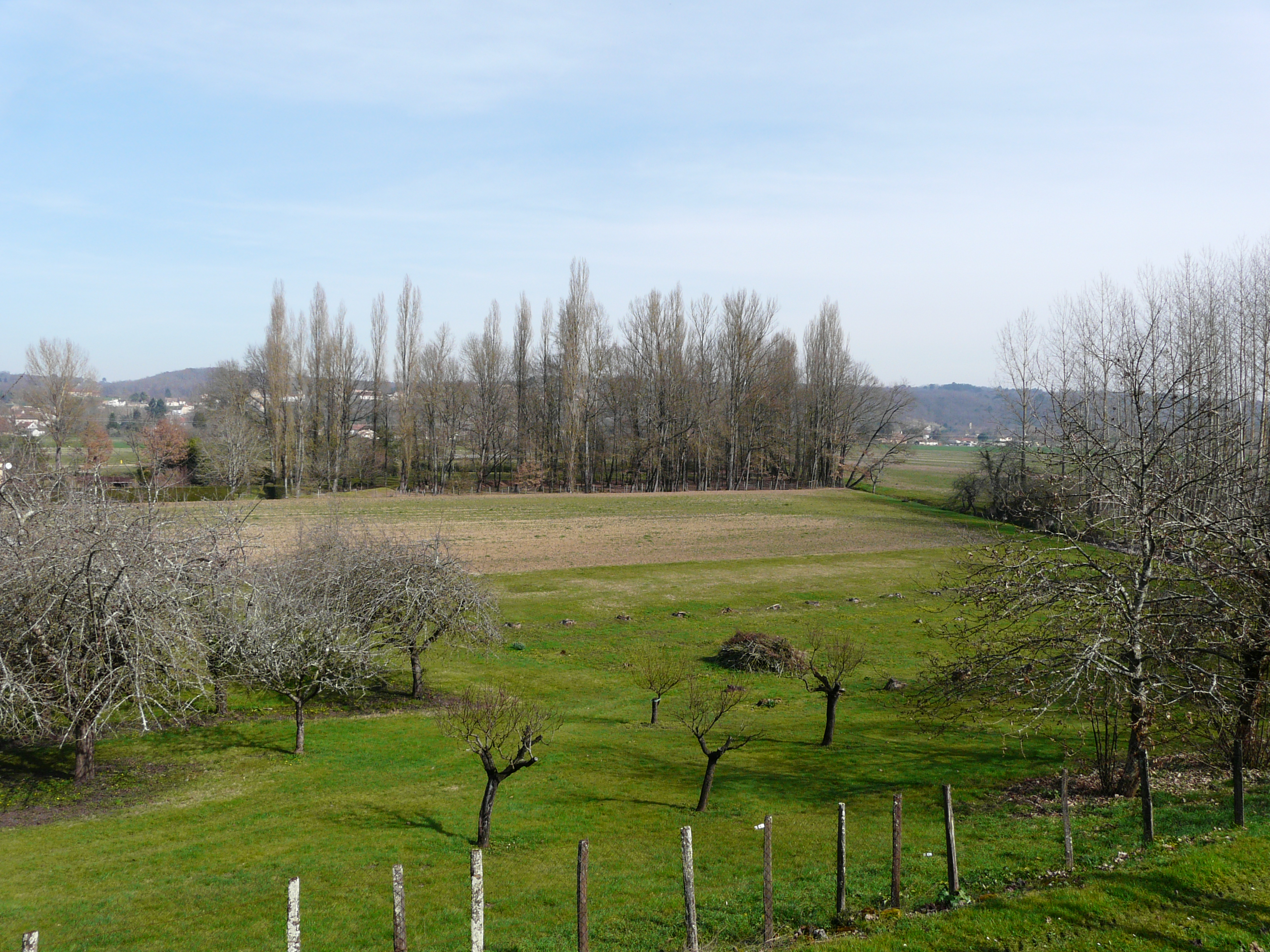
La vallée de la Dordogne à Saint-Germain-et-Mons.

Le département de la Dordogne se présente comme un vaste plateau incliné du nord-est (491 m, à la forêt de Vieillecour dans le Nontronnais, à Saint-Pierre-de-Frugie) au sud-ouest (2 m à Lamothe-Montravel). L'altitude du territoire communal varie quant à elle entre 17 mètres à l'extrême nord-ouest, là où la Dordogne quitte la commune et sert de limite entre Cours-de-Pile et Creysse et 133 mètres au sud, près du lieu-dit les Vayllaux, en limite de Saint-Aubin-de-Lanquais.
Dans le cadre de la Convention européenne du paysage entrée en vigueur en France le 1er juillet 2006, renforcée par la loi du 8 août 2016 pour la reconquête de la biodiversité, de la nature et des paysages, un atlas des paysages de la Dordogne a été élaboré sous maîtrise d’ouvrage de l’État et publié en octobre 2020. Les paysages du département s'organisent en huit unités paysagères,. La commune est dans le Bergeracois, une région naturelle présentant un relief contrasté, avec les deux grandes vallées de la Dordogne et du Dropt séparées par un plateau plus ou moins vallonné, dont la pente générale s’incline doucement d’est en ouest. Ce territoire offre des paysages ouverts qui tranchent avec les paysages périgourdins. Il est composé de vignes, vergers et cultures,.
La superficie cadastrale de la commune publiée par l'Insee, qui sert de référence dans toutes les statistiques, est de 14,13 km2,,. La superficie géographique, issue de la BD Topo, composante du Référentiel à grande échelle produit par l'IGN, est quant à elle de 14,2 km2.

### Hydrographie

#### Réseau hydrographique

Réseaux hydrographique et routier de Saint-Germain-et-Mons.

La commune est située dans le bassin de la Dordogne au sein du Bassin Adour-Garonne. Elle est drainée par la Dordogne, le Couillou et le Gouzou, qui constituent un réseau hydrographique de 15 km de longueur totale,.
La Dordogne, d'une longueur totale de 483,1 km, prend naissance sur les flancs du puy de Sancy (1 885 m), dans la chaîne des monts Dore, traverse six départements dont la Dordogne dans sa partie sud, et conflue avec la Garonne à Bayon-sur-Gironde, pour former l'estuaire de la Gironde,. Elle borde la commune au nord sur plus de trois kilomètres, face à Mouleydier et Creysse.
Autre affluent de la Dordogne, le Couillou traverse la commune de l'est au nord sur cinq kilomètres et demi, lui servant de limite naturelle sur 750 mètres face à Saint-Aubin-de-Lanquais.
Affluent de la Conne et sous-affluent de la Dordogne, le Gouzou arrose le sud-ouest de la commune sur deux kilomètres et demi, dont un sert de limite naturelle en quatre tronçons, face à Cours-de-Pile, Saint-Nexans et Saint-Aubin-de-Lanquais.

#### Gestion et qualité des eaux
Le territoire communal est couvert par le schéma d'aménagement et de gestion des eaux (SAGE) « Dordogne Atlantique ». Ce document de planification, dont le territoire correspond au sous‐bassin le plus aval du bassin versant de la Dordogne (aval de la confluence Dordogne - Vézère)., d'une superficie de 2 700 km2 est en cours d'élaboration. La structure porteuse de l'élaboration et de la mise en œuvre est l'établissement public territorial de bassin de la Dordogne (EPIDOR). Il définit sur son territoire les objectifs généraux d’utilisation, de mise en valeur et de protection quantitative et qualitative des ressources en eau superficielle et souterraine, en respect des objectifs de qualité définis dans le troisième SDAGE  du Bassin Adour-Garonne qui couvre la période 2022-2027, approuvé le 10 mars 2022.
La qualité des eaux de baignade et des cours d’eau peut être consultée sur un site dédié géré par les agences de l’eau et l’Agence française pour la biodiversité.

### Climat
Pour des articles plus généraux, voir Climat de la Nouvelle-Aquitaine et Climat de la Dordogne.
Historiquement, la commune est exposée à un climat océanique aquitain.  
En 2020, Météo-France publie une typologie des climats de la France métropolitaine dans laquelle la commune est dans une zone de transition entre le climat océanique et le climat océanique altéré et est dans la région climatique  Aquitaine, Gascogne, caractérisée par une pluviométrie abondante au printemps, modérée en automne, un faible ensoleillement au printemps, un été chaud (19,5 °C), des vents faibles, des brouillards fréquents en automne et en hiver et des orages fréquents en été (15 à 20 jours).
Pour la période 1971-2000, la température annuelle moyenne est de 12,8 °C, avec  une amplitude thermique annuelle de 15,2 °C. Le cumul annuel moyen de précipitations est de 816 mm, avec 12,1 jours de précipitations en janvier et 6,8 jours en juillet. Pour la période 1991-2020, la température moyenne annuelle observée sur la station météorologique la plus proche, située sur la commune de Bergerac à 9 km à vol d'oiseau, est de 13,2 °C et le cumul annuel moyen de précipitations est de 792,9 mm,. Pour l'avenir, les paramètres climatiques de la commune estimés pour 2050 selon différents scénarios d’émission de gaz à effet de serre sont consultables sur un site dédié publié par Météo-France en novembre 2022.

### Milieux naturels et biodiversité

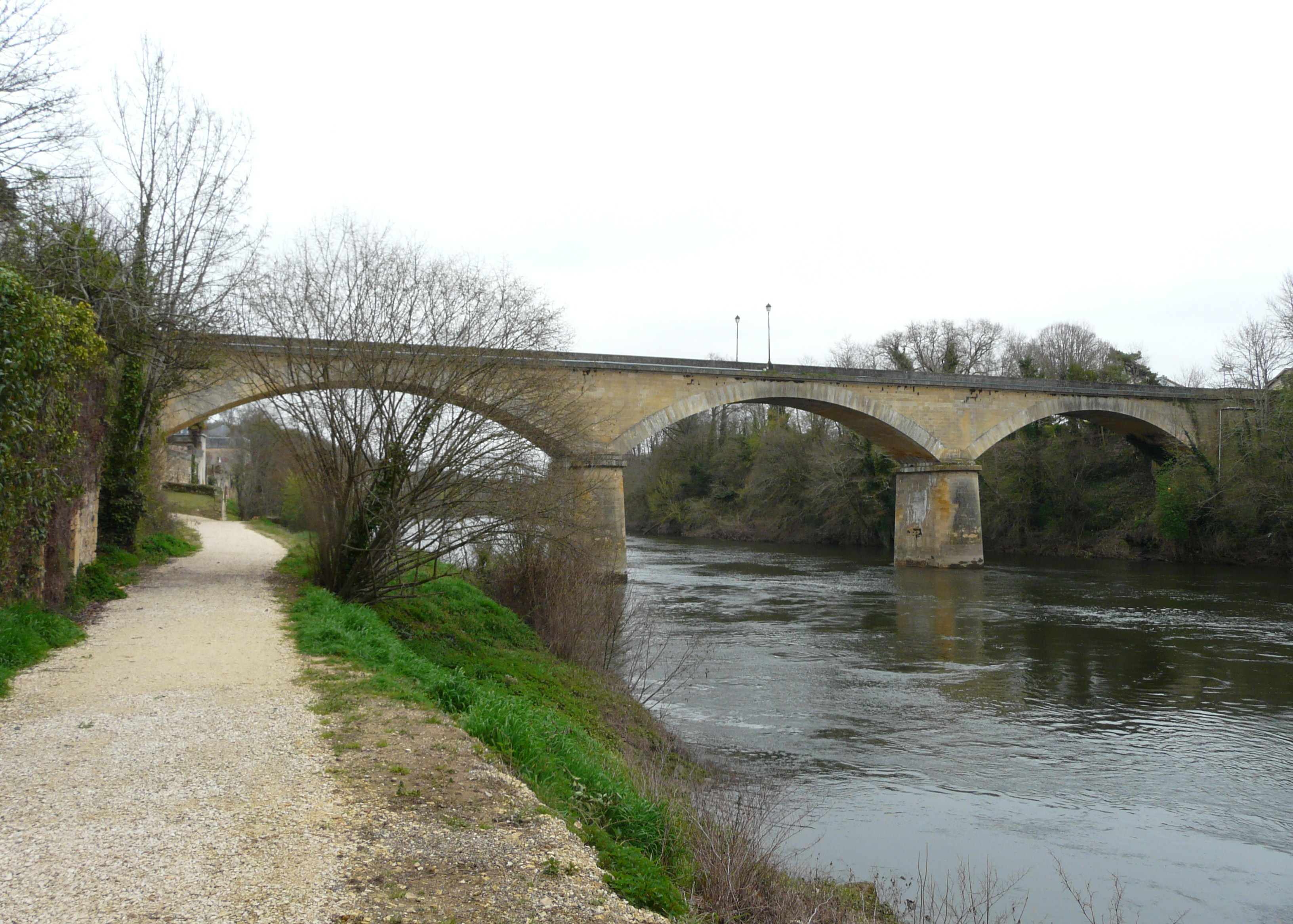
La Dordogne au pont de Mouleydier, entre Mouleydier à gauche et Saint-Germain-et-Mons en rive opposée.

#### Natura 2000
La Dordogne est un site du réseau Natura 2000 limité aux départements de la Dordogne et de la Gironde, et qui concerne les 104 communes riveraines de la Dordogne, dont Saint-Germain-et-Mons,. Seize espèces animales et une espèce végétale inscrites à l'annexe II de la directive 92/43/CEE de l'Union européenne y ont été répertoriées.

#### Protection du biotope
Comme l'ensemble des communes du département baignées par la Dordogne, Saint-Germain-et-Mons est soumise depuis 1991 à un arrêté préfectoral de protection de biotope destiné à favoriser la migration du saumon et la reproduction  des lamproies et des aloses.

#### ZNIEFF
Saint-Germain-et-Mons fait partie des 102 communes concernées par la zone naturelle d'intérêt écologique, faunistique et floristique (ZNIEFF) de type II « La Dordogne »,, dans laquelle ont été répertoriées huit espèces animales déterminantes et cinquante-sept espèces végétales déterminantes, ainsi que quarante-trois autres espèces animales et trente-neuf autres espèces végétales.

## Urbanisme

### Typologie
Au 1er janvier 2024, Saint-Germain-et-Mons est catégorisée commune rurale à habitat dispersé, selon la nouvelle grille communale de densité à 7 niveaux définie par l'Insee en 2022.
Elle appartient à l'unité urbaine de Bergerac, une agglomération inter-départementale dont elle est une commune de la banlieue,. Par ailleurs la commune fait partie de l'aire d'attraction de Bergerac, dont elle est une commune de la couronne,. Cette aire, qui regroupe 73 communes, est catégorisée dans les aires de 50 000 à moins de 200 000 habitants,.

### Occupation des sols
L'occupation des sols de la commune, telle qu'elle ressort de la base de données européenne d’occupation biophysique des sols Corine Land Cover (CLC), est marquée par l'importance des territoires agricoles (69 % en 2018), en diminution par rapport à 1990 (72,7 %). La répartition détaillée en 2018 est la suivante : 
zones agricoles hétérogènes (52,4 %), forêts (25,2 %), prairies (10,5 %), terres arables (6,2 %), zones urbanisées (4,2 %), eaux continentales (1,6 %). L'évolution de l’occupation des sols de la commune et de ses infrastructures peut être observée sur les différentes représentations cartographiques du territoire : la carte de Cassini (XVIIIe siècle), la carte d'état-major (1820-1866) et les cartes ou photos aériennes de l'IGN pour la période actuelle (1950 à aujourd'hui).

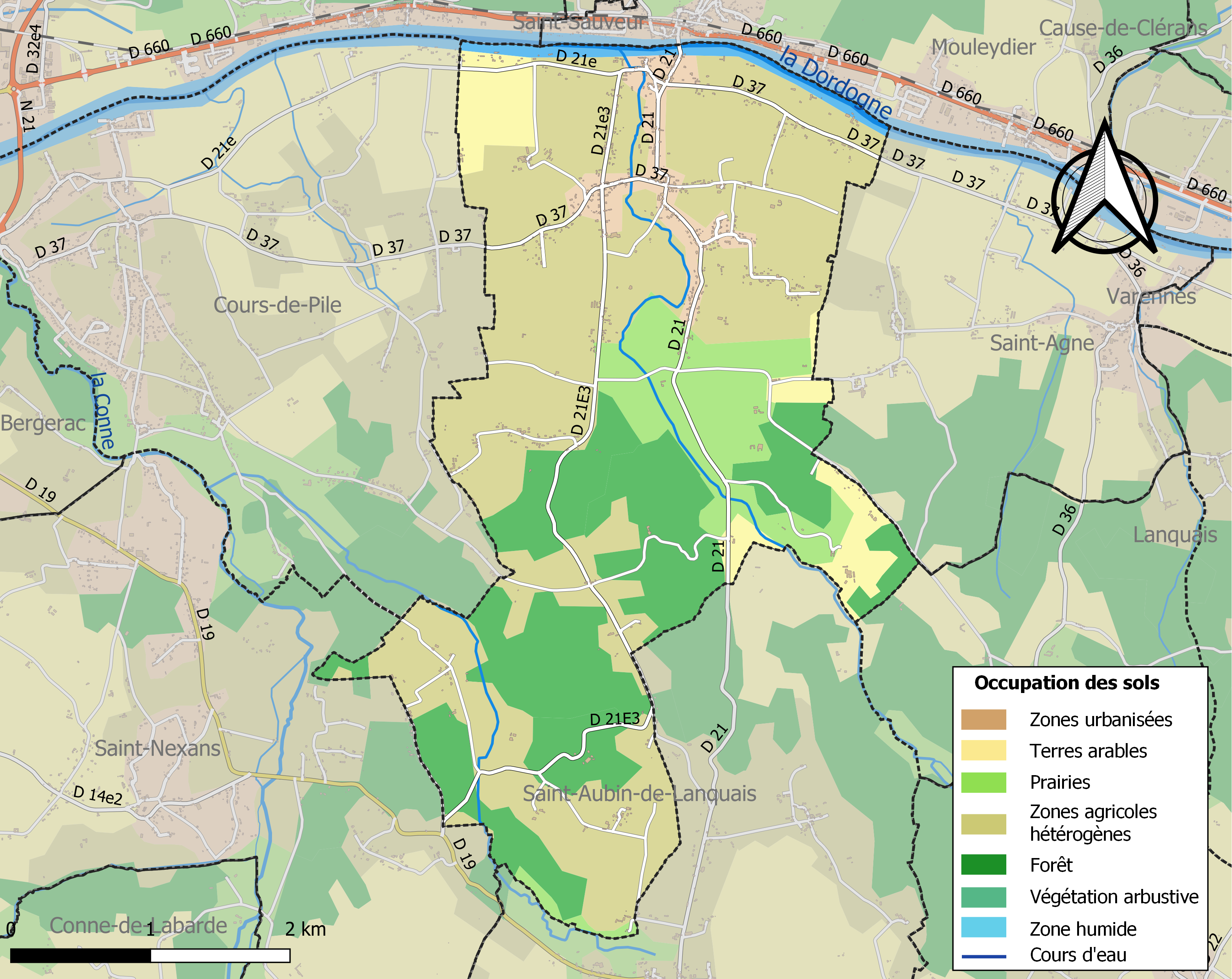
Carte des infrastructures et de l'occupation des sols de la commune en 2018 (CLC).

### Villages, hameaux et lieux-dits
Outre le bourg de Saint-Germain-et-Mons proprement dit, la commune se compose d'autres villages ou hameaux, ainsi que de lieux-dits :
- au Pin
- Bois de la Cardayre
- la Borie Neuve
- Bosredon Bas
- le Bourdil[42]
- Champ de la Borie Neuve
- Champ de la Roque
- Cireysou
- la Cocarde
- Combe du Bournat
- Cussac
- la Fontbrune
- Font-Pieule
- la Gabarie
- le Grand Champ
- Grand Mons
- le Grand Pré
- Grand Valat
- Gravette
- les Griffouillades
- les Guichards
- la Jarthe
- les Justices
- le Mayne
- les Mestraux
- Monbonard
- la Montade
- Moulin à Vent
- Mourliane
- la Mouthe
- les Palaines
- Péroquet
- Petit Mons
- le Pin
- le Plan
- Pont-Romieux
- le Port de Mouleydier
- le Pré de la Lièye
- Pré du Bourdil
- le Queyrou
- le Râle
- les Rivailles
- Sireygeol
- le Terme-Bas
- le Terme-Haut
- Teyssières
- le Tuquet
- les Vayllaux
- les Verdames
- Vignal-Bas.

### Prévention des risques
Le territoire de la commune de Saint-Germain-et-Mons est vulnérable à différents aléas naturels : météorologiques (tempête, orage, neige, grand froid, canicule ou sécheresse), inondations, feux de forêts, mouvements de terrains et séisme (sismicité très faible). Il est également exposé à un risque technologique, la rupture d'un barrage. Un site publié par le BRGM permet d'évaluer simplement et rapidement les risques d'un bien localisé soit par son adresse soit par le numéro de sa parcelle.

#### Risques naturels
La commune fait partie du territoire à risques importants d'inondation (TRI) de Bergerac, regroupant les 22 communes (15 en Dordogne et 7 en Gironde) concernées par un risque de débordement de la Dordogne, un des 18 TRI qui ont été arrêtés fin 2012 sur le bassin Adour-Garonne. Les événements significatifs antérieurs à 2014 sont la crue de 1843 (4 100 m3/s à Bergerac, la crue de référence historique de période de retour au moins centennale), les crues de 1912, 1944 et 1952 (période de retour de 50 ans) et les crues de 1982 et 1994 (période de retour de 20 ans). Des cartes des surfaces inondables ont été établies pour trois scénarios : fréquent (crue de temps de retour de 10 ans à 30 ans), moyen (temps de retour de 100 ans à 300 ans) et extrême (temps de retour de l'ordre de 1 000 ans, qui met en défaut tout système de protection). La commune a été reconnue en état de catastrophe naturelle au titre des dommages causés par les inondations et coulées de boue survenues en 1982, 1986, 1993, 1994, 1996 et 1999,. Le risque inondation est pris en compte dans l'aménagement du territoire de la commune par le biais du plan de prévention des risques inondation (PPRI) de la « Dordogne Centre », couvrant 20 communes et approuvé le 23 décembre 2008, pour les crues de la Dordogne,.
Saint-Germain-et-Mons est exposée au risque de feu de forêt. L’arrêté préfectoral du 14 mars 2013 fixe les conditions de pratique des incinérations et de brûlage dans un objectif de réduire le risque de départs d’incendie. À ce titre, des périodes sont déterminées : interdiction totale du 15 février au 15 mai et du 15 juin au 15 octobre, utilisation réglementée du 16 mai au 14 juin et du 16 octobre au 14 février. En septembre 2020, un plan inter-départemental de protection des forêts contre les incendies (PidPFCI) a été adopté pour la période 2019-2029,.

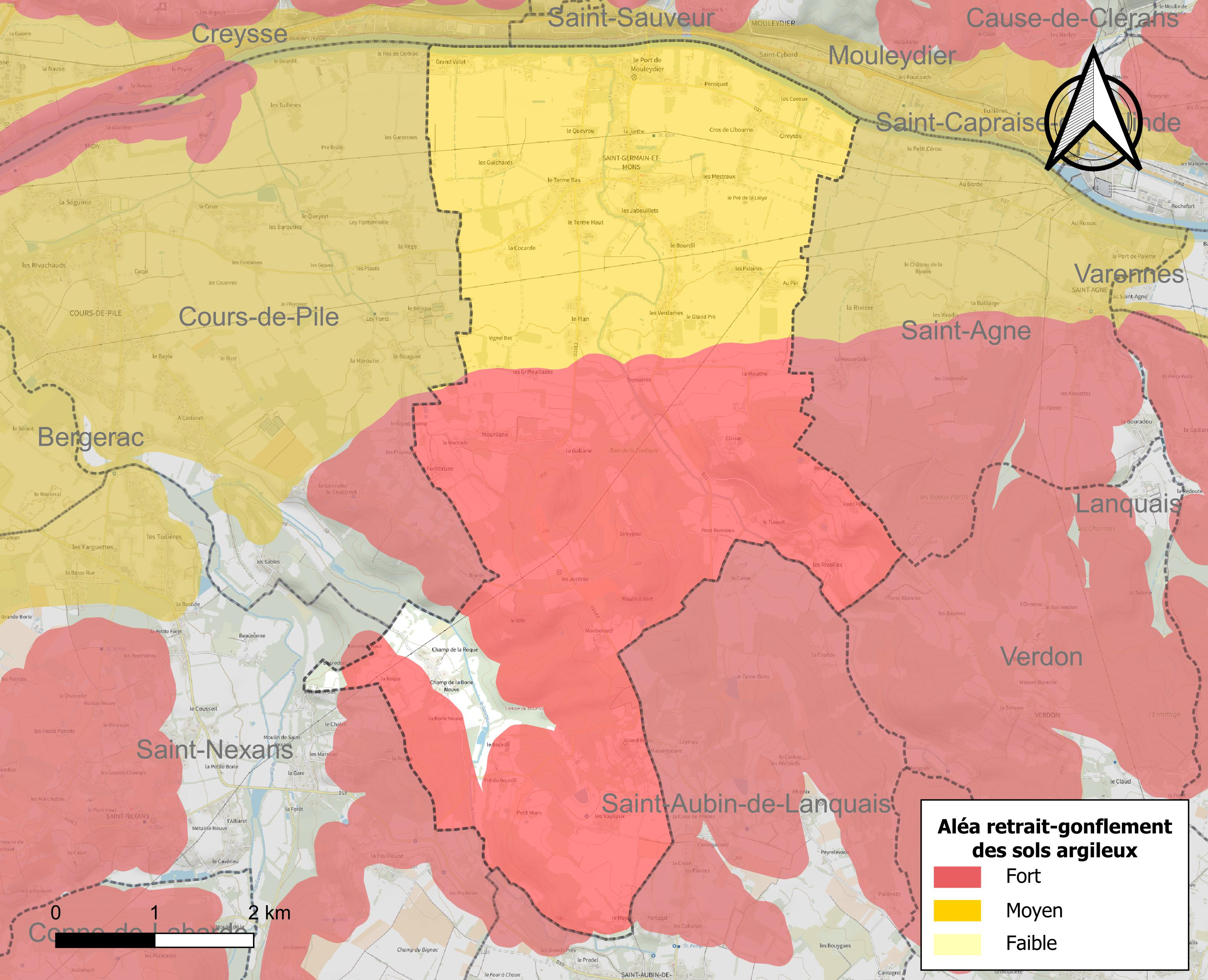
Carte des zones d'aléa retrait-gonflement des sols argileux de Saint-Germain-et-Mons.

Les mouvements de terrains susceptibles de se produire sur la commune sont des tassements différentiels. Le retrait-gonflement des sols argileux est susceptible d'engendrer des dommages importants aux bâtiments en cas d’alternance de périodes de sécheresse et de pluie. 96 % de la superficie communale est en aléa moyen ou fort (58,6 % au niveau départemental et 48,5 % au niveau national métropolitain). Depuis le 1er octobre 2020, en application de la loi ÉLAN, différentes contraintes s'imposent aux vendeurs, maîtres d'ouvrages ou constructeurs de biens situés dans une zone classée en aléa moyen ou fort,.
La commune a été reconnue en état de catastrophe naturelle au titre des dommages causés par la sécheresse en 1989, 2005 et 2011 et par des mouvements de terrain en 1993, 1994 et 1999.

#### Risque technologique
La commune est en outre située en aval du barrage de Bort-les-Orgues, un ouvrage de classe A situé dans le département de la Corrèze et faisant l'objet d'un PPI depuis 2009. À ce titre elle est susceptible d’être touchée par l’onde de submersion consécutive à la rupture de cet ouvrage.

## Toponymie
Le nom de Saint-Germain se réfère à Germain l'Auxerrois, évêque d'Auxerre au Ve siècle. Le nom de Mons dérive de l'occitan mont, lui-même dérivé du latin mons.
En occitan, la commune se nomme Sent Gèrman e Monts.

## Histoire
Le territoire communal a révélé des traces d'occupation  paléolithique et néolithique, notamment des silex taillés.
À Mons, la route de Bergerac était surveillée par une forteresse dont il reste les vestiges d'une tour du XIe siècle. La chapelle de Mons, comme l'église de Saint-Germain ont été édifiées à l'époque romane, puis reconstruites au XIXe siècle. À Pont-Roumieu, les Augustiniens avaient établi un prieuré.
Les premières mentions écrites connues concernant la commune datent de 1273 pour Mons (castrum de Montibus) et 1290 pour Saint-Germain (Sanctus Germanus).
Sur la carte de Cassini représentant la France entre 1756 et 1789, le village de Saint Germain est identifié sous le nom de Saint Germain de Pontroumieu.
En 1829, les communes de Mons et de Saint-Germain fusionnent sous le nom de Saint-Germain-et-Mons.
Le 21 juin 1944, le village est incendié par les Allemands, de même que celui de Mouleydier.
La commune a été décorée de la croix de guerre 1939-1945 le 11 novembre 1948, distinction également attribuée à dix-huit autres communes de la Dordogne.

## Politique et administration

### Intercommunalité
En 2002, Saint-Germain-et-Mons intègre dès sa création la communauté de communes des Trois Vallées du Bergeracois. Cette structure intercommunale fusionne avec deux autres pour former au 1er janvier 2013 la communauté d'agglomération bergeracoise. Celle-ci fusionne avec la communauté de communes des Coteaux de Sigoulès au 1er janvier 2017 pour former la nouvelle communauté d'agglomération bergeracoise.

### Administration municipale
La population de la commune étant comprise entre 500 et 1 499 habitants au recensement de 2017, quinze conseillers municipaux ont été élus en 2020,.

### Liste des maires

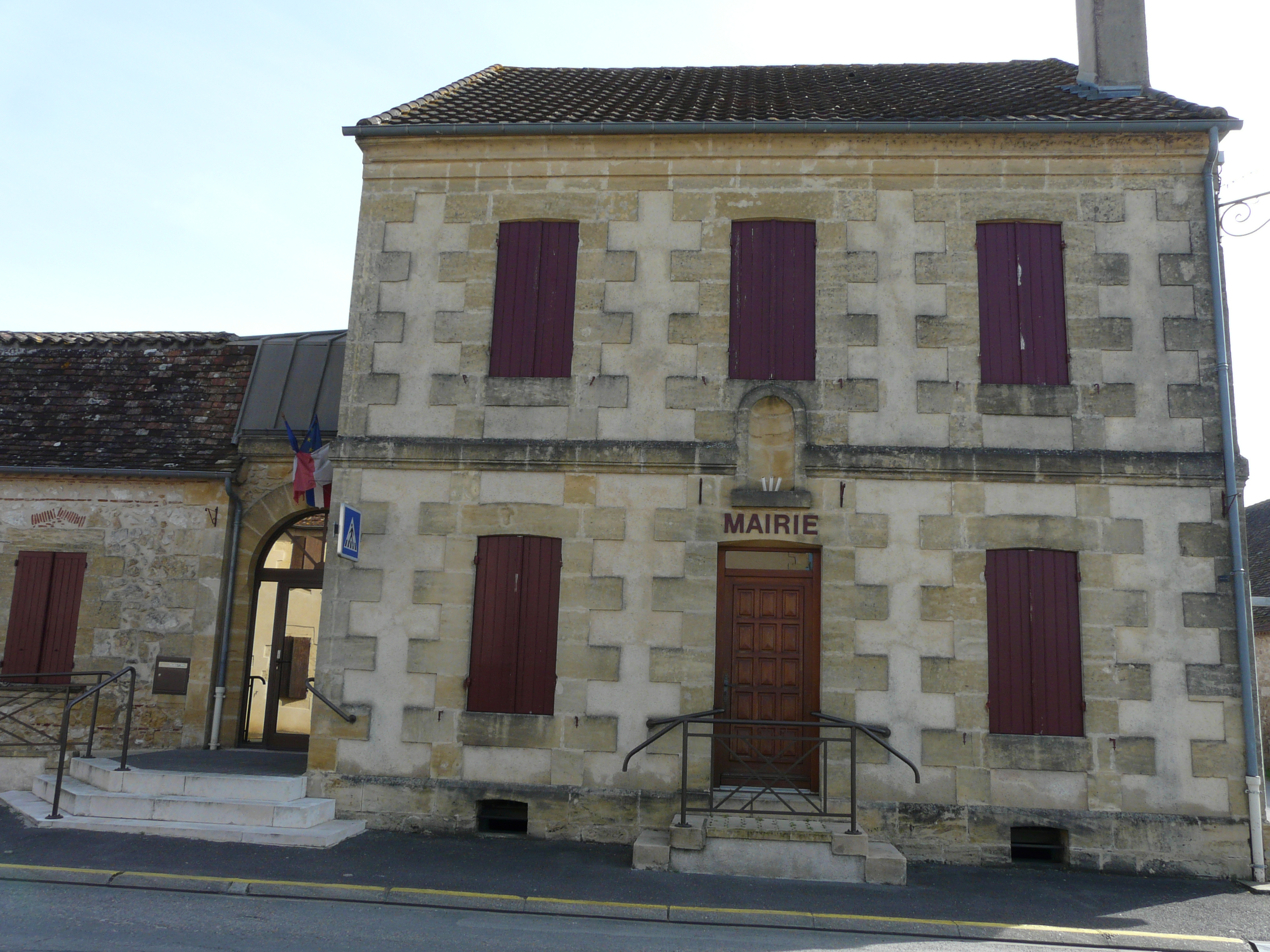
La mairie.

| Période                                  | Période      | Identité         | Étiquette   | Qualité  |
| ---------------------------------------- | ------------ | ---------------- | ----------- | -------- |
| Les données manquantes sont à compléter. |              |                  |             |          |
|                                          |              |                  |             |          |
| avant 1986                               | ?            | Marcel Roux      | FN          | Artisan  |
|                                          |              |                  |             |          |
| mars 2001                                | juillet 2020 | Claude Carpe     | DVG puis PS | Retraité |
| juillet 2020                             | En cours     | Michelle Dorange |             |          |

## Équipements et services publics

### Justice
En 2023, dans le domaine judiciaire, Saint-Germain-et-Mons relève : 
- du tribunal judiciaire, du tribunal pour enfants, du conseil de prud'hommes et du tribunal de commerce de Bergerac ;
- du pôle Nationalité du tribunal judiciaire de Périgueux (compétent uniquement dans le domaine de la nationalité) ;
- de la cour d'appel, du tribunal administratif et de la  cour administrative d'appel de Bordeaux.

## Population et société

### Démographie
Les habitants de Saint-Germain-et-Mons se nomment les Saint-Germinois.
Jusqu'en 1829, les communes de Mons et de Saint-Germain étaient indépendantes.

#### Démographie de Mons
| 1793 | 1800 | 1806 | 1821 |
| ---- | ---- | ---- | ---- |
| 87   | 91   | 94   | 83   |

#### Démographie de Saint-Germain, puis de Saint-Germain-et-Mons
En 1829, Mons fusionne avec Saint-Germain qui devient Saint-Germain-et-Mons.
L'évolution du nombre d'habitants est connue à travers les recensements de la population effectués dans la commune depuis 1793. Pour les communes de moins de 10 000 habitants, une enquête de recensement portant sur toute la population est réalisée tous les cinq ans, les populations de référence des années intermédiaires étant quant à elles estimées par interpolation ou extrapolation. Pour la commune, le premier recensement exhaustif entrant dans le cadre du nouveau dispositif a été réalisé en 2004.

En 2022, la commune comptait 893 habitants, en évolution de +10,11 % par rapport à 2016 (Dordogne : +0,37 %, France hors Mayotte : +2,11 %).
| 1793 | 1800 | 1806 | 1821 | 1831 | 1836 | 1841 | 1846 | 1851 |
| ---- | ---- | ---- | ---- | ---- | ---- | ---- | ---- | ---- |
| 312  | 352  | 335  | 351  | 497  | 485  | 514  | 568  | 550  |

| 1856 | 1861 | 1866 | 1872 | 1876 | 1881 | 1886 | 1891 | 1896 |
| ---- | ---- | ---- | ---- | ---- | ---- | ---- | ---- | ---- |
| 529  | 472  | 498  | 522  | 543  | 594  | 525  | 512  | 518  |

| 1901 | 1906 | 1911 | 1921 | 1926 | 1931 | 1936 | 1946 | 1954 |
| ---- | ---- | ---- | ---- | ---- | ---- | ---- | ---- | ---- |
| 508  | 505  | 505  | 468  | 464  | 465  | 450  | 506  | 488  |

| 1962 | 1968 | 1975 | 1982 | 1990 | 1999 | 2004 | 2006 | 2009 |
| ---- | ---- | ---- | ---- | ---- | ---- | ---- | ---- | ---- |
| 491  | 464  | 455  | 486  | 523  | 606  | 672  | 702  | 736  |

| 2014 | 2019 | 2022 | - | - | - | - | - | - |
| ---- | ---- | ---- | - | - | - | - | - | - |
| 792  | 864  | 893  | - | - | - | - | - | - |

## Économie
L'économie de la commune repose sur l'élevage (porcins, bovins, caprins, ovins) et l'agriculture (tabac, maïs, céréales, vergers, vignoble de Bergerac).

### Emploi
En 2015, parmi la population communale comprise entre 15 et 64 ans, les actifs représentent 395 personnes, soit 49,7 % de la population municipale. Le nombre de chômeurs (41) a augmenté par rapport à 2010 (35) et le taux de chômage de cette population active s'établit à 10,4 %.

### Établissements
Au 31 décembre 2015, la commune compte cinquante-sept établissements, dont vingt-sept au niveau des commerces, transports ou services, quinze dans l'agriculture, la sylviculture ou la pêche, huit dans la construction, cinq dans l'industrie, et deux relatifs au secteur administratif, à l'enseignement, à la santé ou à l'action sociale.

## Culture locale et patrimoine

### Lieux et monuments
- Traces de voie romaine
- Ancien prieuré
- Église Sainte-Marguerite du XIXe siècle à clocher-porche, consacrée le 21 septembre 1876[58].
- Chapelle Sainte-Marie de Mons[58].
- Ruines d'une tour du XIe siècle, appelée tour de Mons.
- Reliant Mouleydier à Saint-Germain-et-Mons sur les deux rives de la Dordogne, le pont de Mouleydier a été mis en service en 1852[79]. Long de 103 mètres avec une chaussée de 4,50 mètres de large, celle-ci a été élargie à 5,50 mètres en 2022-2023, avec ajout d'une voie de passage pour piétons, poussettes et cyclistes, large de 1,40 mètre[79],[80].

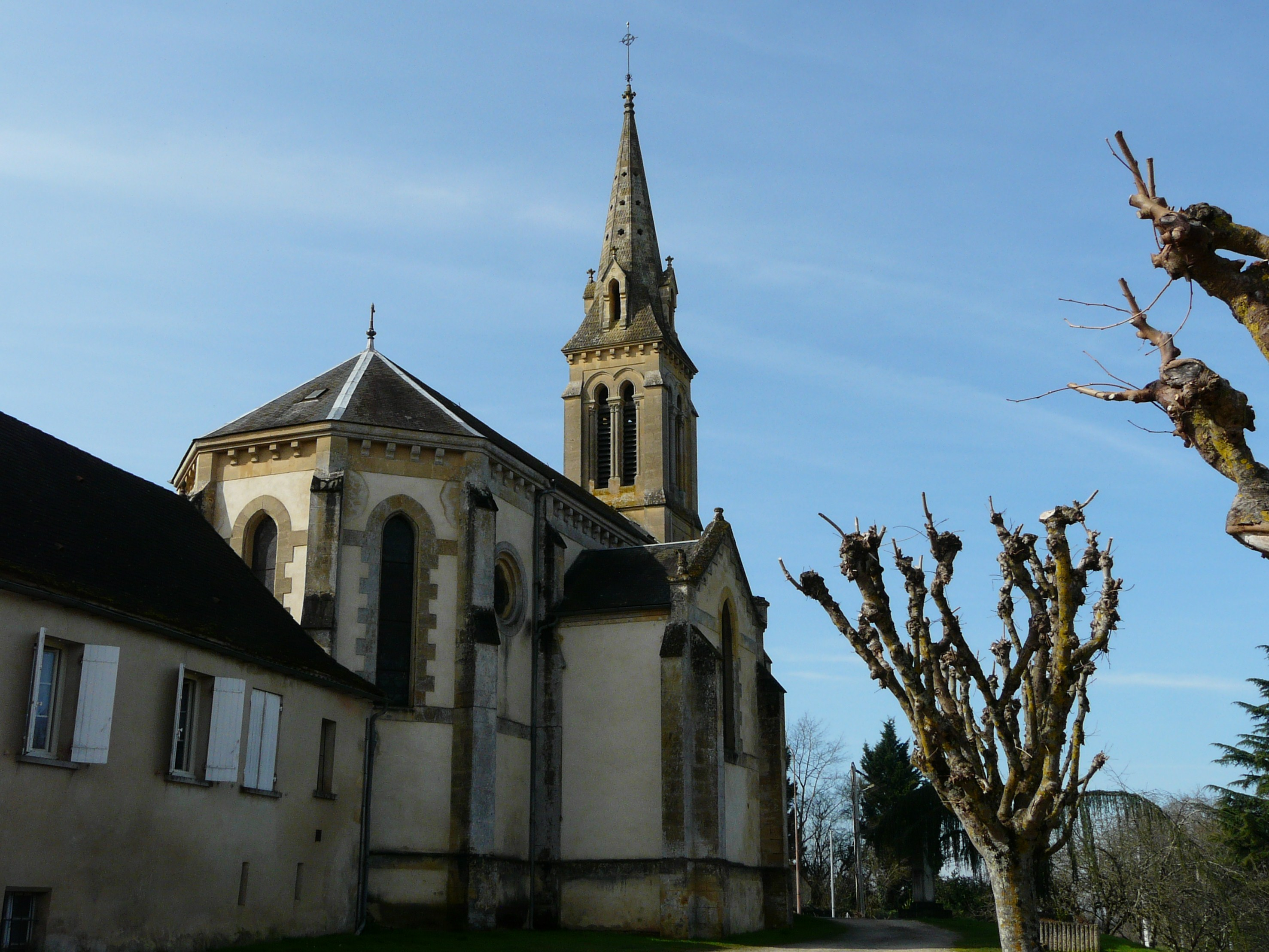
L'église Sainte-Marguerite.
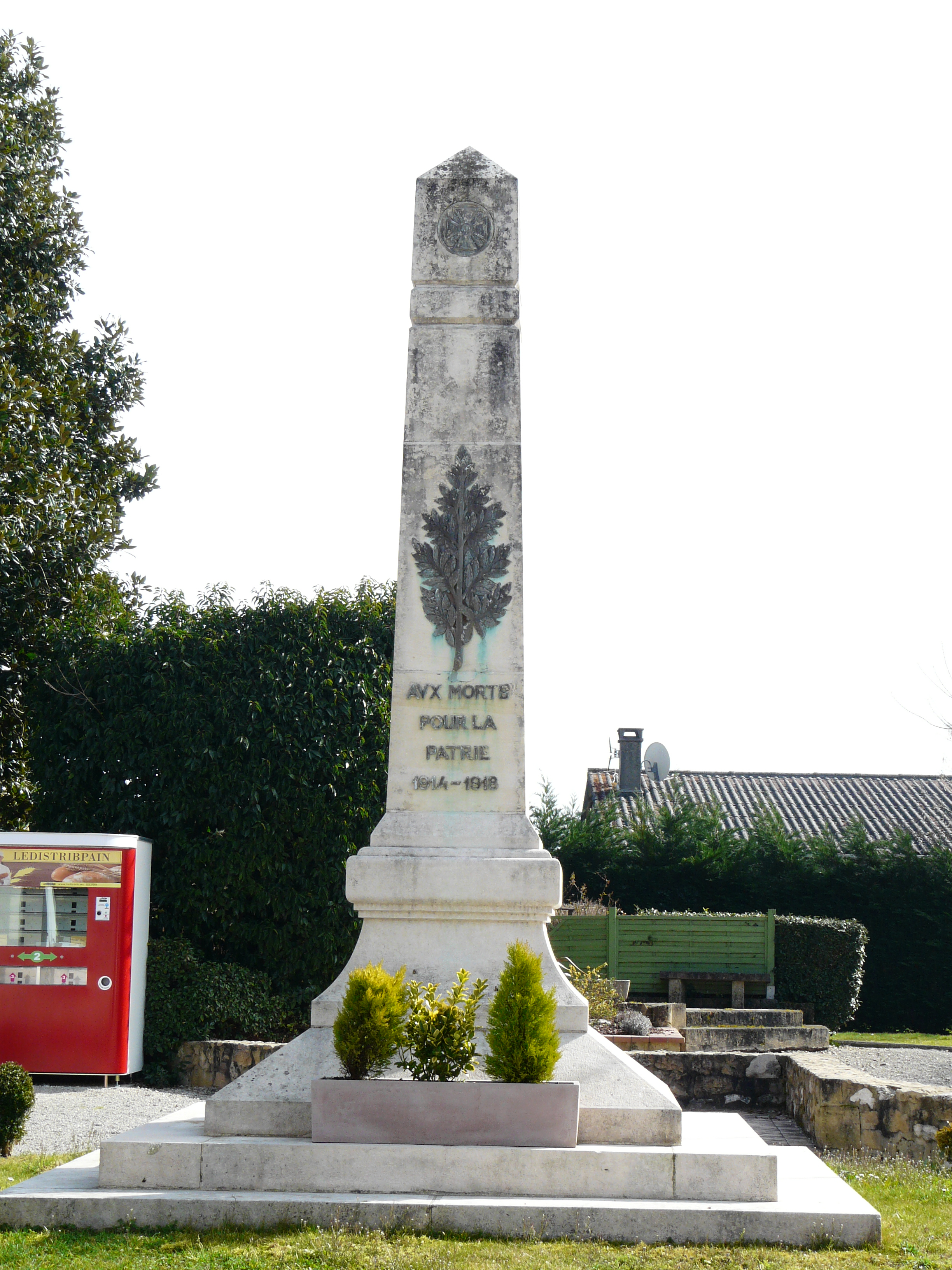
Le monument aux morts.
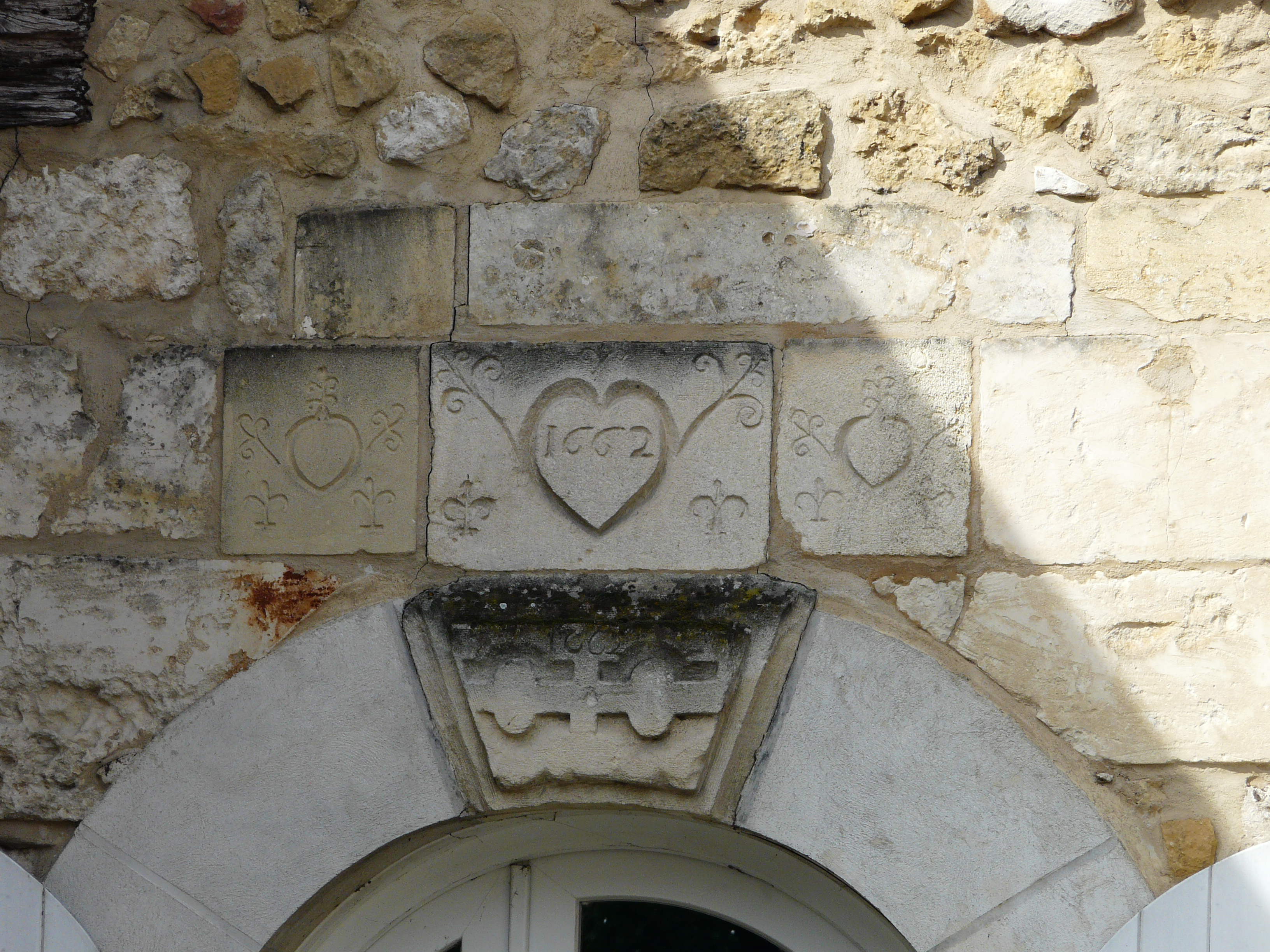
Dessus de porte daté de 1662, dans le bourg.

### Tableaux
Le peintre Henri Rivière a peint en 1943 :

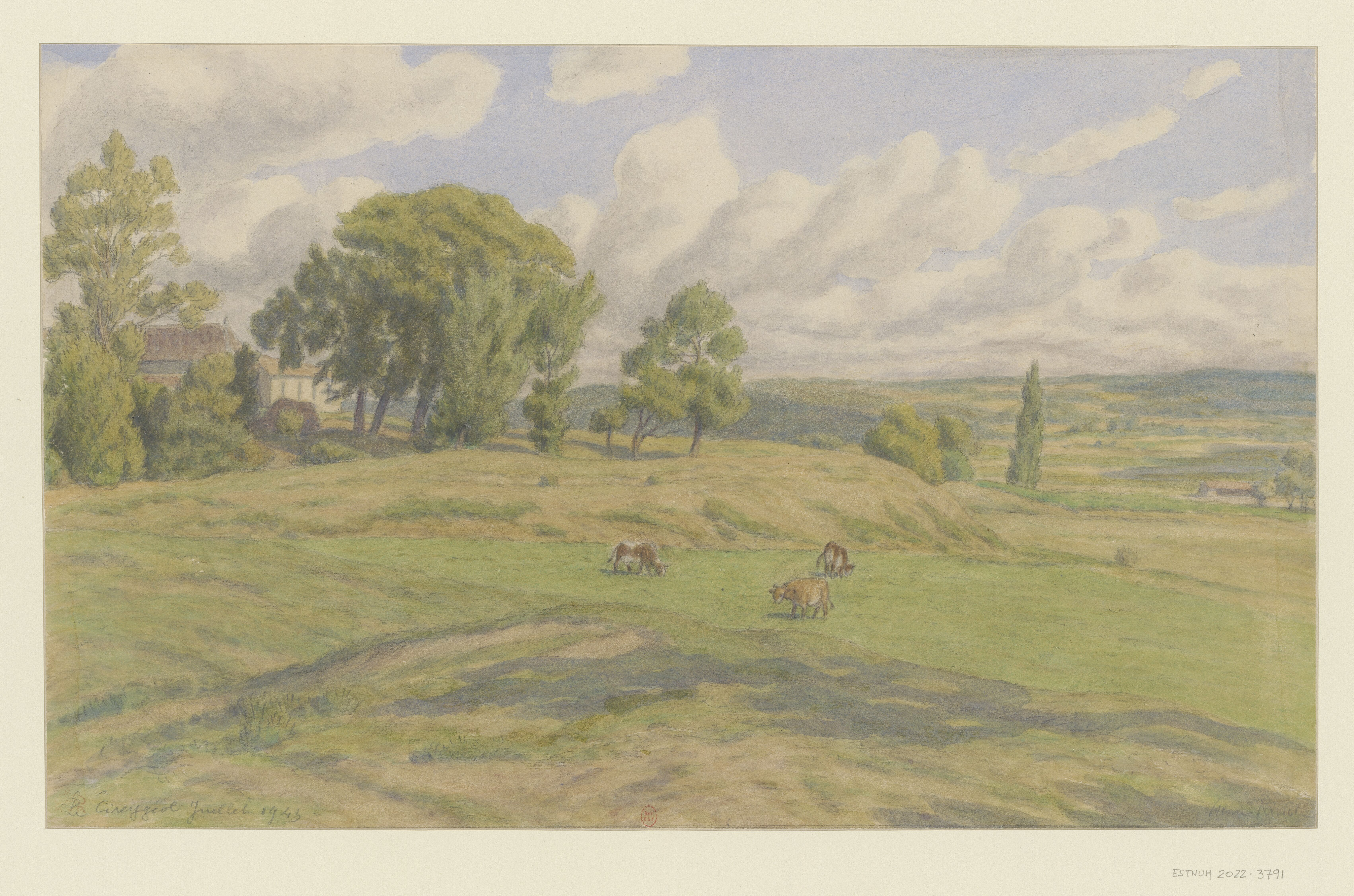
Le Cireygeol (dessin, 1943).
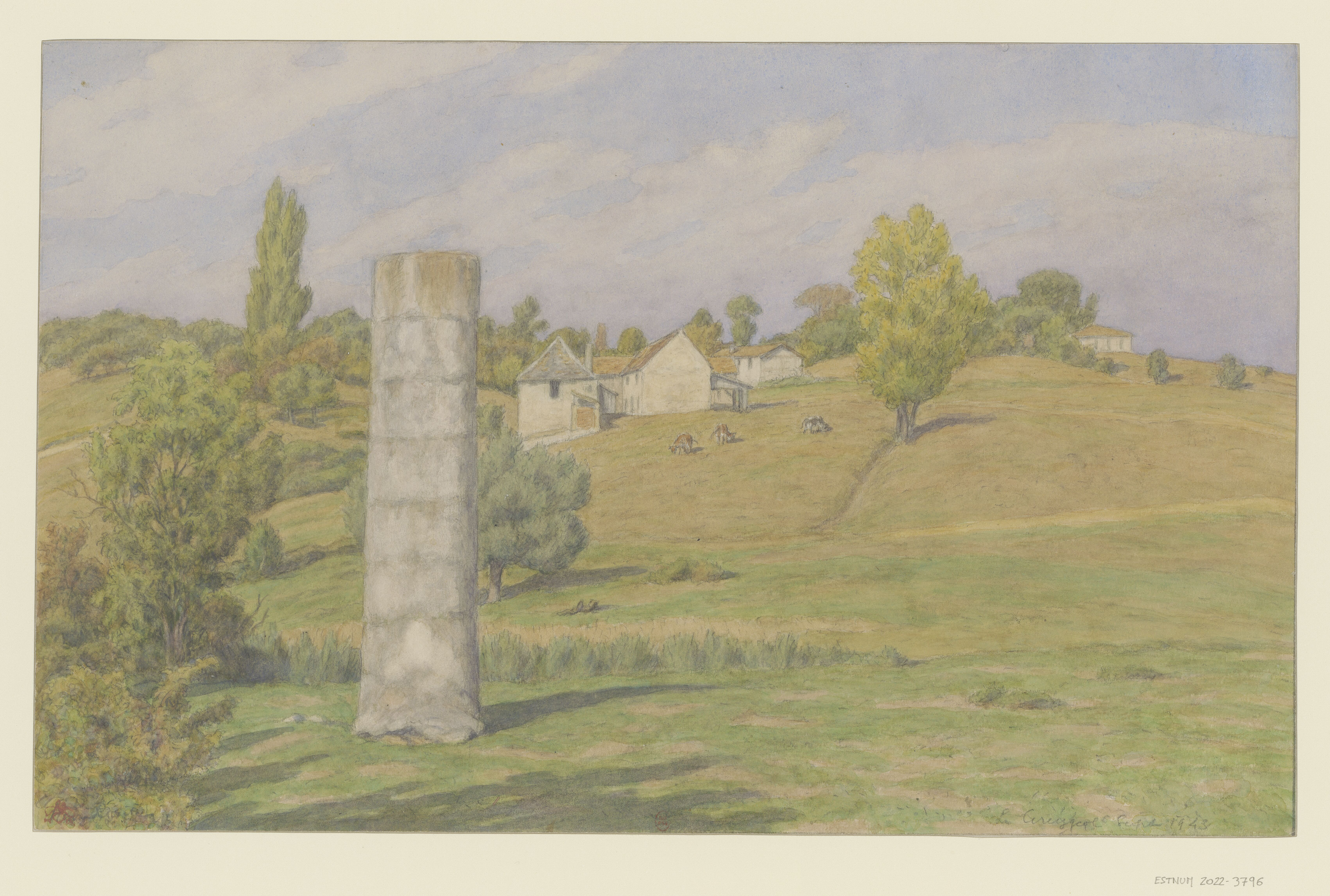
Le Cireygeol (dessin, 1943).

### Héraldique
| Blason de Saint-Germain-et-Mons | Blason  | Écartelé au 1) et au 4) de gueules au lion léopardé d’or sur un mont de sinople mouvant de la pointe, au 2) et au 3) d’azur au pont en dos d’âne de trois arches d’or, maçonné de sable, mouvant des flancs et de la pointe, surmonté d’une coquille renversée d’argent. |
| Blason de Saint-Germain-et-Mons | Détails | Le statut officiel du blason reste à déterminer. |

## Pour approfondir